# Украјинци у Босни и Херцеговини
Украјинци у Босни и Херцеговини је украјинска национална заједница која има пребивалиште у Босни и Херцеговини. 

## Историја
Први Украјинци су на Балкан дошли после Берлинског конгреса, 1878. Босна постаје део Аустроугарске монархије чији су делови Галиција и Буковина које се читаве или неки њени делови налазе на простору где живе Украјинци. Шуме, из којих су се Украјинци населили угалвном су слабо насељена. Велики простори у Босни су били пусти. Аусторугарска влада је покренула активности насељења тих подручја неким од националних мањина као што су: Пољаци, Немци, Чеси, Италијани, Мађари и Украјинци. Већина Украјинаца је дошла из Галиције (западне) (данас Украјина), Буковине(северне) (данас Украјина) и Закрпатја (данас Украјина). Углавном се населио сељачки народ који је имао мала имања и финансијске проблеме, а населио се зато што је било пуно јавног земљишта. Аустроугарска влада је саопштила Украјинцима да свако ко има 600 рински (валута) да се насели у Босну и да ће добити земљиште са мртвицом (врста земљишта). У Босни постоје села која су насељена Украјинцима као: Лишња, Деветина, Каменица, Козарац, Дубрава и др. Мјесто Прњавор је такође веома насељено Украјинцима. 
Украјинци који су се населили у Босни, углавном се баве пољопривредом. У поређењу са локалним становништвом, Украјинци су имали напредне методе култивације земље. Доласком Украјинаца први пут се појављује гвоздени плуг, који је углавном служио за дубље орање. Украјинци су за собом донели непознате културе у Босну као што су: раж, хељда, кромпир и хмељ, појављују се и баште, хортикултуре и пчеларство. 
Од украјинског становништва се почело користити ломљени пиринач који је служио као исхрана стоци, научиле су се користити суве мешавине које су служиле за кућну употребу.
Прво издање украјинске читаоница у БиХ под називом Руско читалачко друштво «Просвета» које основано 1909. године у Прњавору

## Пописи становништа
Украјинци у БиХ су се у пописима становништва углавном предсатвљали као Русини, Малоруси, Украјинци и Гркокатолици.
Пописи становништва за време Аустроугарске:
- 1895.---------- 163 гркокатолика

- 1910.---------- 8136 гркокатолика

Пописи становништва за време Краљевине СХС (Југославије):
- 1921.---------- 9308 гркокатолика (или 8146 «русина-малоруса»)

- 1931.---------- 8915 гркокатолика (нема података за БиХ, него само за Врбаску бановину)

Пописи становништва за време СФРЈ:
- 1948.---------- 7883 русина

- 1953.---------- 7473 русина

- 1961.---------- 6136 русина

- 1971.---------- 5333 украјинца и 141 русин

- 1981.---------- 4502 украјинца и 111 русина

- 1991.---------- 3929 украјинаца и 133 русина.

## Украјинске организације у БиХ
- Украјинска Асоцијација креативне интелигенције «Свет Културе»

- Културно-просветно удружење Украјинаца "Тарас Шевченко" (Бања Лука)

- Културно-просветно удружење Украјинаца "Червона Калина" (Лишња)